# Autoimuni hepatitis

Autoimuni hepatitis je kronična bolest, nepoznatog uzroka koju karakterizira trajna upala i nekroza jetre.
Autoimuni hepatitis je multiorganski poremećaj koji se javlja kod muškaraca i žena u svim dobnim skupinama.

## Povijest
Godine 1950.g. Waldenstrom je prvi opisao kronični hepatitis kod mlade žene, karakteriziran cirozom jetre, infiltracijom jetre plazma stanicama i hipergamaglobulinemijom. 
Godine 1955.g. Joske je opisao aktivni kronični hepatitis kod lupusa eritematodes, što je kasnije dovelo do naziva lupoidni hepatitis koje su skovali Mackay i suradnici 1956.g. 
Patohistološki opis autoimunog hepatitis doživio je nekoliko revizija. Godine 1992. odabrane je naziv autoimuni hepatitis koje je zamijenio ostale nazive do tada u uporabi kao što su autoimuna bolest jetre i autoimuni kronični aktivni hepatitis.

## Patofiziologija
Predložena, nedokazana patofiziologija bolesti, opisuje da je za nastanak bolesti potrebna kombinacija genetičke predispozicije i okolišnih čimbenika. Prirođen defekt u imunološkoj kontroli autoimunosti dovodi da toga da neki nepoznati vanjski čimbenik izazove kroničnu upalu i nekrozu jetre. Kao mogući vanjski čimbenici navode se virus ili lijekovi. 
Dostupni dokazi upućuju da ozljeda jetre u autoimunom hepatitisu nastaje zbog staničnog imunološkog napada. Zbog aberantnog izražavanja HLA II molekula na površini jetrenih stanica (hepatocit) dolazi do izlaganja takvih stanicama antigen prezentirajućim stanicama koje potom aktiviraju limfocite te dolazi oštećenja stanica. Aberantno izražavanje HLA molekula na površini hepatocita nepoznatog je uzroka. 
Ozljeda hepatocita može nastati djelovanjem citotoksičnih limfocita, aktivacijom sustava komplementa, NK limfocitima ili reakcijom autoantitijela s antigenima karakterističnim za jetru na jetrenim stanicama.

## Klinička slika
Simptomi bolest značajno variraju. Najčešće počinje asimptomatski ili uz nespecifične simptome (kao što su npr. umor, gubitak tjelesne težine). Bolest može početi i kao akutni hepatitis s povišenom tjelesnom temperaturom, bolnosti jetre i žuticom. 
Bolesti dovodi do ciroze jetre.
Autoimuni hepatitis je udružen s poremećajim ostalih organskih sustava:
- hematološki poremećaji: hipersplenizam, autoimuna hemolitička anemija, idiopatska trombocitopenična purpura, eozinofilija
- gasotroenterološke bolesti: upalne bolesti crijeva (ulcerozni kolitis)
- endokrinološke bolesti: autoimuni tiroiditis, Gravesova bolest
- reumatološke bolesti: reumatoidni artritis, Feltyev sindrom, sistemska skleroza
- ostalo: proliferativni glomerulonefritis, perikarditis, miokarditis, vaskulitis

## Dijagnoza
U dijagnozi bolest koriste se laboratorijski nalaz povišenih vrijednosti serumskih transaminaza (AST, ALT, GGT), pozitivna autoantitijela (ASMA, ANA, anti-LKM, anti-SLA), te povišene vrijednosti imunoglobulina (IgG).
Potpuna dijagnoza se postiže patohistološkom analizom materijala dobivenih biopsijom jetre.

## Liječenje
U liječenju se koriste lijekovi koji djeluju na imunološki sustav (kortikosteroidi, azatioprin, ciklosporin).